# Paul Johann Ludwig von Heyse
Paul Johann Ludwig von Heyse (15 mars 1830, Berlin - 2 avril 1914, Munich) est un écrivain prussien, poète lyrique et dramatique, auteur de romans et surtout de nouvelles, Prix Nobel de littérature en 1910.

## Biographie
Paul Heyse est né le 15 mars 1830 à Berlin. Son père Karl Wilhelm Ludwig Heyse (de), est professeur agrégé de philologie classique et de linguistique générale. Sa mère, Julie Saarling, vient d'une riche famille de joailliers à la cour prussienne. Elle était une cousine de Lea Salomon, la mère de Felix Mendelssohn.
Paul Heyse étudie les langues classiques et traduit de nombreux poètes italiens. Il écrit aussi des nouvelles et publie plusieurs romans — le plus connu étant (de) Kinder der Welt (« Enfant du monde », 1873). 
À Berlin, il est membre du groupe de poètes Tunnel über der Spree, et à Munich — avec Emanuel Geibel et d'autres —, du groupe Die Krokodile (« les Crocodiles »).
En 1847, il étudie la philologie classique à Berlin. Au début du printemps 1848, il édite son premier poème. Il entre en contact avec Jacob Burckhardt, Adolph Menzel, Theodor Fontane et Theodor Storm.
En 1849, il étudie l'histoire de l'art et les études romanes à l'Université de Bonn. En 1850, il décide de devenir poète. En raison d'une histoire d'amour avec la femme d'un de ses professeurs il doit retourner à Berlin. Cette même année, son premier livre est publié.
En mai 1852 il obtient un doctorat avec une thèse sur le chœur dans la poésie des troubadours. Il fait  un voyage en Italie pour étudier d'anciens manuscrits provençaux. Dans la bibliothèque du Vatican, il est interdit parce qu'il a pris des notes de manuscrits inédits. En Italie il reste une année universitaire et se lie d'amitié avec de nombreux artistes, Arnold Böcklin et Joseph Victor von Scheffel. Heyse est presque autant apprécié en Italie qu'en Allemagne; par une série de nombreuses traductions, il a fait connaître la littérature italienne en Allemagne.
En 1854, il est nommé à Munich conseiller littéraire du roi de Bavière Maximilien II, véritable protecteur des lettres et des arts. Il obtient une pension annuelle de 1 000 florins, pension destinée à contribuer à l'éveil intellectuel du royaume. 
En 1910, il reçoit le prix Nobel de littérature pour son activité littéraire abondante composée de recueils de vers, sept romans, une quarantaine de drames, plus de cent cinquante nouvelles, des traductions de poètes italiens, des éditions de chansons italiennes et espagnoles.

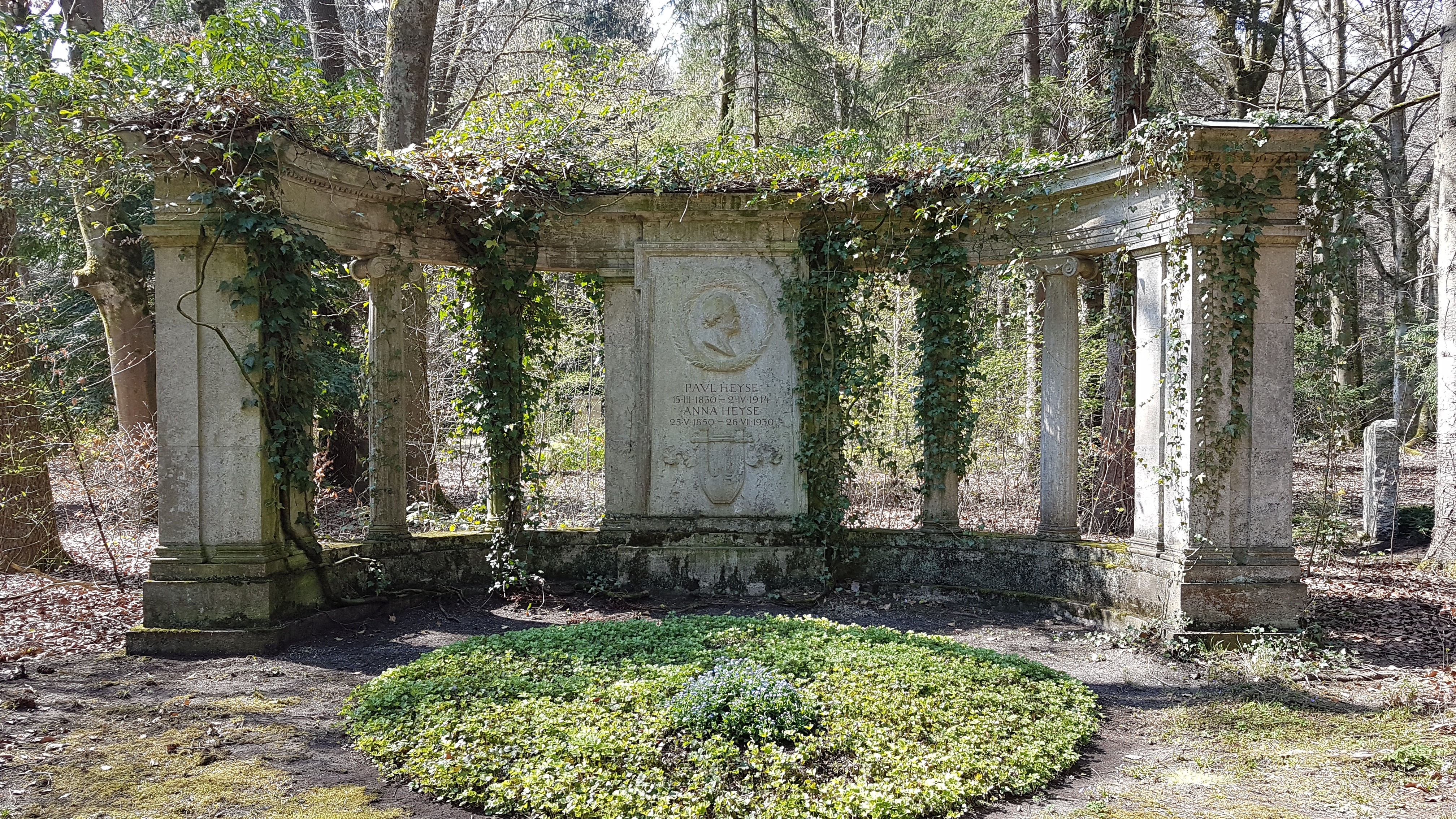
Sépulture au Waldfriedhof de Munich.

Il meurt à Munich en 1914 à l'âge de 84 ans.
La tombe de Paul Heyse se trouve dans la partie ancienne du cimetière forestier de Munich (tombe n° 43-W-27a/b). La tombe est constituée d'un demi-cercle de trois mètres de haut formé de colonnes reliées entre elles, avec une plaque commémorative au centre. Elle est l'œuvre de l'architecte Otho Orlando Kurz (de), qui s'est surtout illustré dans la construction d'églises et de bâtiments industriels.

## Œuvres traduites en français
- Deux Prisonniers, Paris, Librairie illustrée, coll. « Chefs-d'oeuvre du siècle illustrés » no 56, 1893
- Un père, nouvelle, Paris, dans la Revue bleue, pages 560-564, 23 septembre 1928
- Kolberg (Colberg),  drame historique en 5 actes, Château-Thierry, E. Harvich, 1938
- L'Arrabbiata, suivi de Le Garde-vignes (Der Weinhüter) et de Résurrection (Auferstanden), Paris, Presses du Compagnonnage, coll. « prix Nobel de littérature », 1960